# Милан Мартић (професор)
Милан Мартић (Уб, 1. децембар 1960) редовни је професор Факултета организационих наука, председник Савета ФОН-а и члан Савета Универзитета у Београду и Универзитета одбране. Декан је ФОН-а, као и продекан за наставу и продекан за организацију и финансије. Мартић је такође председник управног одбора рукоментог клуба Обилић, председник надзорног одбора ЈП Путеви Србије и председник управног одбора Института за нуклеарне науке Винча.

## Биографија
Милан Мартић је рођен 1. децембра 1960. године у Убу. Основну школу и гимназију завршио је у родном граду, а на Факултету организационих наука у Београду дипломирао је 1984. године на организационо-кибернетском смеру. Магистрирао је на ФОН-у 1989. године на тему „Планирање и програмирање друштвене исхране”, а Привредна комора Београда наградила је овај рад као један од три најбоља магистарска рада одбрањена те године на Универзитету у Београду. Потом је започео докторске студије из области организационих наука, које је такође на ФОН-у завшрио 1999. године, одбранивши докторску дисертацију под насловом „Анализа обавијених података са применама”.
Мартић је непосредно након дипломирања постао сарадник Лабораторије за операциона истраживања, а 1987. и асистент-приправник на предмету Операциона истраживања. Године 1990. постао је асистент, а 2000. доцент на предметима Операциона истраживања и Методе оптимизације. Ванредни професор на Факултету организационих наука постао је 2004, а у звање редовног професора Универзитета у Београду изабран је 2009. године.
Тренутно је шеф Катедре за операциона истраживања и статистику и руководилац Центра за анализе ефикасности.
Поред директног учешћа у настави, Милан Мартић је од 2001. до 2004. године био продекан за наставу Факултета организационих наука, а од 2004. до 2006. и декан ФОН-а. Наредне три године је био продекан за организацију и финансије, да би поново постао декан октобра 2009. године и на тој позицији је био до септембра 2015. Од октобра 2015. године обавља функције председника Савета ФОН-а и члана Савета Универзитета у Београду и Универзитета одбране.
Самостално или са колегама из Лабораторије за операциона истраживања написао је и објавио преко 100 научних радова, развио 5 софтверских производа и учествовао у реализацији више од 30 научно-истраживачких пројеката и студија. Члан је редакције међународних часописа YUJOR, Management и Acta Economica. Излагао је на и био члан програмског одбора за неколико међународних конференција, а био је и председник организационог и програмског одбора међународних симпозијума SYM-OP-IS и SYM-ORG.
Почев од 1991. године, стални је сарадник Министарства за науку и технологију; Министарства просвете, науке и технолошког развоја; Министарства за науку и животну средину; Министарства одбране и Војске Југославије, односно СЦГ; Министарства просвете и спорта, где се бави креирањем и реализацијом разних научно-истраживачких и стратешких пројеката. Такође је учествовао и у реализацији и руковођењу већег броја пројеката за Завод за економију индустрије, Телеком Србије и ICN Југославија (сада Галеника).
Од децембра 2014. године, Мартић је члан управног одбора Универзитетског спортског савеза Београда, а такође је и председник управног одбора рукометног клуба Обилић.
Јула 2017. године изабран је за председника надзорног одбора ЈП Путеви Србије.
Од јануара 2019. године, Мартић је председник управног одбора Института за нуклеарне науке Винча.

## Награде
- 1989 — Један од три најбоља магистарска рада (Привредна комора Београда)[1]
- 2013 — Повеља за заслуге у развоју операционих истраживања[1]